# Anturan
Anturan is een bestuurslaag in het regentschap Buleleng van de provincie Bali, Indonesië. Anturan telt 5569 inwoners (volkstelling 2010).